# 若斯坎·德普雷
若斯坎·德普雷（法語：Josquin des Prez，又作Josquin Desprez；1450年到1455年之间—1521年8月27日），简称常作「若斯坎」（Josquin），法国-弗莱芒作曲家，文艺复兴时期最杰出的音乐家之一。
若斯坎作为迪费和帕莱斯特里纳之间欧洲最伟大的作曲家，复调音乐大师，被视为西方音乐史的一座高峰。

## 生平
若斯坎早年生平不详，他很有可能是奥克冈的学生。 至於若斯坎是否組織了家庭，還是一輩子過著獨身生活，現在也是無從得知（ <音樂家的羅曼史 > 第二頁 )
他于15世纪后半叶去了意大利，最初作为米兰大教堂的歌手，后任职于斯福尔扎公爵的私人教堂，他在米兰度过了近30年，16世纪初他到了法国宫廷工作，短暂几年又返回至意大利，担任费拉拉宫廷的教堂乐正。1504年他重返法国与比利时交界处的埃斯考河畔孔代。若斯坎能够完美地将自己的创新灵感注入作品中，他的弥撒曲尽管形式传统，但是其音乐构思确富有艺术新意，为以后作曲家的创作开辟了道路。

## 外部連結
- 公有領域聲樂檔案館上若斯坎·德普雷的作品
- 若斯坎·德普雷的免费乐谱，由国际乐谱典藏计划提供
- 若斯坎·德普雷的樂譜，来自乌托邦计划